# Popular Astronomy (US-Zeitschrift)
Popular Astronomy ist eine amerikanische Zeitschrift für Amateurastronomen. Vor dem Jahr 2009 erschien die Zeitschrift in den Jahren 1893 bis 1951, mit jährlich 10 Heften. Sie war die Nachfolgerin des von 1882 bis 1892 erschienenen The Sidereal Messenger.
Der erste Herausgeber war von 1893 bis 1909 William W. Payne. Charlotte R. Willard war Mitherausgeber im Zeitraum 1893 bis 1905. Nachfolgend war Herbert Couper Wilson von 1909 bis 1926 Herausgeber.
Die Zeitschrift spielte eine wichtige Rolle in der Entwicklung der Beobachtung von Variablen Sternen durch Amateurastronomen in den Vereinigten Staaten.
Im Jahr 2017 wurde Popular Astronomy zusammen mit den Schwesterzeitschriften Popular Electronics und Mechanix Illustrated Teil von TechnicaCuriosa.com.